# 張俊生
張俊生（2004年7月6日—）是臺灣男子籃球運動員，場上主打後衛位置。

## 生平
張俊生來自新竹縣五峰鄉桃山村清泉部落（泰雅族部落），就讀自強國中時曾因個人彈跳能力被學校安排競逐跳高項目，在參加由周杰倫跟台灣啤酒一起舉辦的籃球營之後徹底愛上籃球，離開自強國中籃球隊後加入光復高中籃球隊，升上高三時擔任球隊隊長，與陳將組成「双生連線」帶領球隊奪下110學年度高中籃球聯賽男子組冠軍，之後以滿分50分抱回灌籃大賽冠軍殊榮。大學選擇進入世新大學。2022年8月代表中華台北征戰U18亞青男籃賽。

## 外部連結
- 張俊生的Instagram帳戶
- 張俊生在fiba.basketball（英语）
- 張俊生在Eurobasket.com（球員）（英语）
- 張俊生在RealGM（英语）